# 독일의 경제사

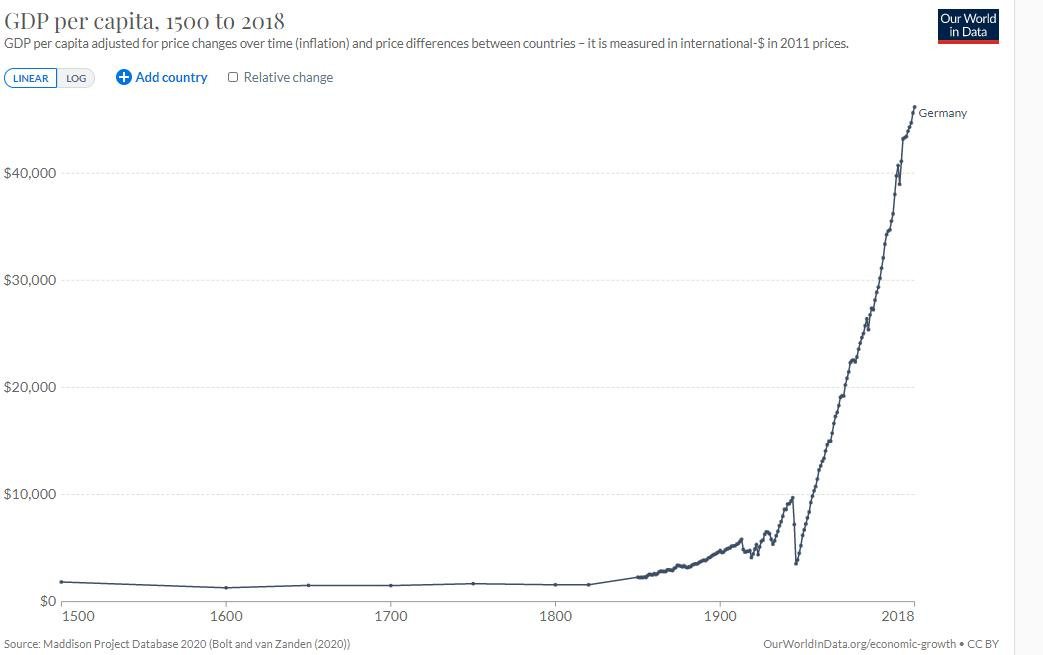
독일의 1인당 GDP(1500~2018)

1800년 이전의 독일 지역은 상업도시들이 있긴 했으나 농업에 경제 대부분을 의존하고 있었다. 독일은 19세기에 중공업의 발전에 힘입어 급속한 경제성장과 근대화가 이루어지기 시작했으며, 1900년에는 유럽에서 가장 큰 경제규모를 가진 국가가 되었는데, 독일의 강력한 경제는 2차례에 걸친 세계대전을 일으킨 주요 요인으로 작용하였다. 2차 세계대전으로 독일은 황폐화되고 분단되었으나 1950~60년대 서독은 "라인강의 기적"이라고도 불리는 "경제적 기적(독일어: Wirtschaftswunder)"을 이루게 된다. 서독이 전쟁의 폐허에서 빠르게 회복할 수 있었던 요인은 여러 가지가 있지만, 그 중에서도 당시 콘라트 아데나워 수상과 루트비히 에르하르트 경제부 장관의 정책과 미국의 마셜 플랜이 가장 큰 역할을 한 것으로 여겨지고 있다. 현재 독일은 약 4조 달러의 GDP를 가진 EU 내 최대경제대국이다.

## 중세시대
사방이 트여있는 북유럽 평원에 위치한 중세 독일은 수백개로 쪼개져 왕국, 공국, 자유도시, 주교령 등이 서로 경쟁하고 있었다. 따라서 일반적인 농업국가와 달리 당시 독일 지역을 영토 확장을 경제적 번영의 수단으로 생각하기 힘들었다. 대신 각 지역의 이해관계에 따라 이합집산을 거듭하고, 각 지역의 정부와 상인, 생산자 사이의 상호이해를 하는 것이 중요했다. 이러한 정치적, 군사적, 경제적 불확실성의 경험은 독일의 높은 저축욕구가 탄생하게 된 배경으로 작용하기도 했다.

### 도시(Town/City)의 발전
독일 지역에는 약 5~600만의 인구가 살았던 것으로 추정된다. 그 중 대다수는 귀족이나 성직자들의 통제 아래 놓인 농노 신분의 농민들이었다.
이 시기에 몇몇 도시들이 형태를 갖추기 시작했는데, 1100년부터 황제의 성이나 요새, 대주교의 궁전, 수도원들을 중심으로 새로운 도시들이 형성되었다. 이 도시들은 세속적 지배자나 종교적 지배자로부터의 자유를 핵심으로 하는 자치권을 확립하기 시작하였다. 쾰른과 같은 도시들은 제국자유도시가 되어 다른 지방영주나 주교의 영향을 받지 않고 신성로마제국의 황제에게 직속되어 제국칙령에 의한 자치권을 보장 받았다.
도시는 장거리 무역을 영위하는 상인들인 도시귀족(patrician)들이 지배했다. 상인길드의 전매와 독점에 반발한 수공업자들은 엄격한 규율에 의해 운영되는 길드를 형성하여 시정에 참여하고자 하였다. 당시 사회는 성직자, 의사, 상인, 다양한 직능의 길드 등 엄격히 구분된 신분제 사회였으며 빈민층은 시민으로서 모든 권리를 보장 받지 못했다. 당시 주된 정치적 쟁점은 조세, 공공지출, 시장감독, 기업자치권, 영업규제와 관련하여 발생했다.
특히 라인강의 중간 지점에 위치한 쾰른은 그 지리적 이점 덕분에 동서 교역로들이 모이는 교차지점이 되어 도시 성장의 기반이 되었다. 중세와 근대 쾰론의 경제구조는 라인강변의 주요 항만이자 교통허브로 특징지어 진다.

### 한자동맹
발트해의 장거리 무역은 뤼벡의 주도 아래 주요 교역도시들이 모인 한자동맹이 형성되면서 더욱 활기를 띠게 되었다. 한자동맹은 북유럽 해안가를 따라 이어지는 교역을 장악한 교역도시들과 그 길드들의 동업체로서, 13~15세기에 번성하여 그 이후로는 중요성이 점차 줄어들었다. 주요도시는 라인강변의 쾰른, 북해의 함부르크와 브레멘, 발트해의 뤼벡이었다. 한자동맹에 속한 각 도시들은 자체적인 법제도와 일정 수준의 정치적 자치권을 갖고 있었다.

## 근대

### 30년 전쟁
30년 전쟁(1618~1648) 동안 군인들은 각 지역을 옮겨 다니며 점령할 수 없는 곳을 불태우고 파괴했다. 이로 인해 2000만 민간인들의 삶이 피폐해졌고 경제 수준이 몇 세대 전으로 후퇴했다. 전투가 자주 통제 범위를 벗어나 수백, 수천의 굶주린 병사들이 질병을 옮기고 약탈과 살인을 저지르며 여러 지역을 옮겨 다녔다. 통제 하에 있는 군대도 매년 전진과 후퇴를 반복하면서 도시들에는 무거운 세금을 부과하며, 대가를 지불하지 않고 농민들의 가축과 식량을 징발하였다. 30년 동안 사회적 혼란이 이어지면서 살인, 질병, 기근, 출산율 저하, 국외로의 피난 등으로 인해 독일 지역의 인구가 급감하게 되었다. 한 연구에서는 1618년 1600만에 이르던 인구가 1650년 1000만으로 약 38%가량 감소한 것으로 추정하였고, 또 다른 연구에서는 2000만에서 1600만으로 "겨우" 20% 감소하였다고 추정했다. 그 중에서도 알트마크(Altmark : 작센 안할트 주 북부에 위치한 지역)와 뷔르템베르크 지역은 특히 피해가 극심했으며, 독일은 이 시기의 피해를 완전히 회복하기까지는 몇 세대가 지나야 했다.
한 연구자는 전쟁 회복 기간을 18세기 초까지 약 50년가량 이어졌다고 보았다. 논란의 여지는 있으나 18세기 초에는 전쟁 전의 인구를 회복한 것으로 추정된다. 그 후 1740년대까지 독일 경제는 아주 느리지만 꾸준히 성장하였고, 이어서 급속 성장기에 접어들게 되었다. 당시의 급속성장은 독일 중부나 남부의 소국들보다는 독일 동부의 대국들(오스트리아, 작센, 프로이센)을 중심으로 진행되었다.

### 농민과 농촌생활
농민들은 계속해서 마을을 중심으로 공동체적 생활을 이어갔다. 독일 전역, 특히 동부 지역에서 농민들은 본인이 속한 토지에 영구적으로 묶인 농노들이었다. 독일 대부분의 지역에서 농업은 주로 귀족인 지주에게 지대를 지불하고 노동력을 제공하는 소작농들에 의해 이루어졌다. 농민 지도자들은 땅과 수로와 방목권을 감독하고, 사회질서를 유지하며 경범죄를 취급하는 마을법원을 지원했다. 가정 내에서는 가부장이 모든 결정을 했고, 자녀들이 이득이 되는 혼인 관계를 맺도록 노력했다. 마을 공동체 삶의 상당부분은 교회 예배와 성일(聖日)을 중심으로 돌아갔다. 프로이센에서는 추첨 방식으로 징집제도를 운영했다. 귀족들은 마을들을 통제 하에 두면서 외부 관계와 정치관계를 관리하였고, 일상적인 활동이나 결정들에 시시콜콜 참견하지는 않았다.
농노해방은 1770년에서 1830년 사이에 이루어졌다. 프로이센은 1807년 10월 칙령을 통해 농노제를 폐지하면서 농민들 개인의 법적 지위를 향상시키고 그들이 경작하던 땅을 매수할 수 있는 기회를 주었다. 그리고 자신이 가지고 있던 땅을 팔 수도 있었다. 칙령은 재산을 일정 수준 이상 소유한 모든 농민들에게 적용되었으며, 왕령과 귀족 토지도 포함되었다. 농민들은 지주에 대한 부역에서 해방되었다. 토지 소유자가 농민들로부터 땅을 사기 위한 돈을 정부로부터 빌리기 위해 은행이 설립되었다(농민들은 1850년까지 땅을 사기 위해 돈을 빌릴 수가 없었다.). 그 결과 대지주가 더 많은 토지를 갖게 되었고, 많은 농민들이 땅 없는 소작인이 되거나 도시나 신대륙으로 이주하였다. 다른 독일 국가들도 1815년 이후 프로이센을 따라하기 시작했다. 프랑스 혁명을 통해 토지개혁을 폭력적으로 이루었던 프랑스와는 대조적으로 독일의 토지개혁은 평화적이었다. 슐레스비히에서는 계몽사상에 영향을 받은 농민들이 적극적으로 역할했지만 다른 지역에서는 대체로 수동적이었다. 실제로 대부분의 농민들에게 사회관습과 전통은 거의 바뀌지 않았다. 마을 사람들보다 훨씬 강한 법적 권위를 가지는 귀족들의 지위는 여전했다. 농민들은 더 이상 농노가 아니었지만 동프로이센의 가부장적 관습은 20세기까지 이어졌다.

## 산업혁명
1850년 이전의 독일은 영국, 프랑스, 벨기에 같은 산업혁명 선두그룹에 뒤쳐져 있었지만 괜찮은 자산들을 갖고 있었다. 고도로 숙련된 노동력과 강한 직업윤리가 있었고, 교육제도와 생활수준도 좋았으며, 관세동맹(Zollverein)을 기초로 한 보호주의 전략도 있었다. 19세기 중반까지 독일 국가들은 선두국가들을 따라 잡았고(catch-up), 1900년에는 영국, 미국과 함께 산업화의 선도자가 되었다.
19세기 초 독일의 사회구조는 어떠한 사회적/산업적 발전에도 적합하지 않았다. 프랑스혁명기(1790년대~1815년)에 근대화 중이었던 프랑스의 지배를 받게 되면서(프랑스 혁명 전쟁) 대규모 토지의 매매에 대한 봉건적 제한의 폐지, 도시 길드의 영향력 약화, 근대적 상법의 도입을 비롯한 몇 가지 중요한 제도적 개혁들이 이루어졌다.  그럼에도 불구하고 독일 대부분의 지역에서 전통/관습은 강하게 남아있었다. 19세기 중반까지 길드와 토지귀족, 교회, 정부관료제에 의하여 기업 활동은 하찮게 여겨지며 많은 제약을 받아 발전의 기회가 거의 없었다.
1830~40년대부터 프로이센과 작센을 비롯한 몇몇 국가들이 사탕무, 순무, 감자를 도입하고 농촌 인구가 산업지역으로 옮겨갈 수 있도록 식량생산량을 증진시키는 농업 구조조정 작업을 실시했다. 독일의 산업혁명은 섬유산업에서 시작되어 1834년에 시작된 관세동맹을 통해 촉진되었다. 경제발전의 도약기는 1840년대 철도혁명과 함께 시작되었다. 이를 통해 지역 생산품들은 새로운 시장을 찾을 수 있게 되었고, 중개인 시장을 창출했으며, 엔지니어, 건축가, 숙련기계공에 대한 수요가 증가하였고, 석탄과 철 생산 투자를 촉진시켰다. 프로이센과 1871년 통일 이후 독일 제국의 경제에 대한 정치적 결정들은 "호밀과 철의 결혼"으로 표현되는 동부의 융커 대지주들과 서부의 산업 자본가의 연합으로 대부분 이루어졌다. 그리고 이 연합은 훗날 나치즘의 사회적 기반을 형성하게 된다.

### 지역별 특성
북부는 남부에 비하여 대부분 천연자원이 풍부했다. 서쪽으로는 슐레스비히-홀슈타인 지역부터 동쪽으로는 프로이센에 이르는 넓은 농업지대가 펼쳐져 있었고, 루르 계곡에는 석탄과 철이 풍부했다. 북부 독일에 널린 퍼진 장자상속제를 통해 대규모 사유지와 대자본이 늘어갔으며, 소유자들과 주민 및 정부와의 관계도 점점 밀접해져갔다.
독일의 남부 주들은 상대적으로 천연자원이 부족해서 보통 소규모 사업을 영위했다. 장자상속제도 없어서 땅은 여러 자녀들에게 분할상속되었고, 자신이 물려 받은 작은 토지만으로는 완전한 자급자족이 어려워지자 고향에 머무르며 가족들과 함께 지낼 수 밖에 없었다. 그래서 독일 남부는 가내 수공업이 발전했고 정부와의 접점이 약해 독립적이고 자립적인 성향이 강했다.

### 석탄
최초의 주요 광산은 1750년대 루르(Ruhr) 강, 인데(Inde) 강, 부름(Wurm) 강의 계곡에서 등장했다. 이 지역의 탄층은 겉으로 드러나 있어서 횡갱(지표면에서부터 수평으로 광물을 채취해 나가는 방법)이 가능했다. 1782년에는 크룹(Krupp) 가문이 에센 인근에서 광산을 시작했다. 1815년 이후 프로이센의 영토가 되어 있던 루르 지역의 기업가들은 관세동맹의 장점을 이용하여 새로운 광산을 열고 용광로와의 연계성을 이루어 나갔다. 1850년 경 영국 기술자들이 철도를 신설하여 연결성이 높아지자 지역에서 생산된 석탄을 활용한 철공소들을 중심으로 작은 산업 중심지 여럿이 형성되었다. 철공소는 광산을 사들이고 코킹 오븐(coking oven)을 세워 코크와 가스를 자급했다. 이렇게 통합된 탄광/철강업("Huettenzechen")은 1854년 이후 매우 많아졌고 1900년 이후에는 "콘체른(Konzern)"이라는 기업집단으로 성장했다.
1850년 평균적인 광산의 생산량은 약 7,700톤 정도였고 고용인원은 64명 정도였다. 1900년이 되면 생산량은 254,000톤으로 늘어나고 고용인원도 1,400명에 이르렀다. 루르 지역에서 생산되는 석탄의 총 생산량은 1850년 180만톤에서 1880년에는 2,000만톤, 1900년에는 5400만톤으로 성장했으며 전쟁을 앞둔 1913년에는 1억 300만톤 규모로까지 성장했다. 전간기였던 1932년에는 6,600만톤으로 떨어졌다가 1940년에는 1억 1,800만톤을 기록했다. 생산량은 1957년에 정점(1억 1,100톤)을 찍고 1974년 7,000만톤으로 감소했다. 2010년 말 현재 독일에서는 5개의 탄광 만이 운영되고 있을 뿐이다.
루르 지역의 광부들은 민족(독일인과 폴란드인)과 종교(구교와 신교)로 나뉘어 있었다. 탄광지와 인근의 산업지역 사이의 노동 이동성은 높았다. 광부들은 지지하는 정당에 따라 여러 개의 노조로 나뉘어 있었다. 그 결과 사회주의 노조(사민당 계열)는 카톨릭 노조 및 공산주의 노조와 경쟁관계에 있었다. 1933년 나치가 모든 노조를 장악하면서 이러한 경쟁관계가 사라졌고, 전후에는 사회주의 노조가 다수를 차지하게 되었다.

### 은행과 카르텔
독일 은행들은 독일 산업에 대한 금융 조달에 일정한 역할을 했다. 각 산업마다 서로 다른 은행들이 카르텔을 형성하였고, 영국이나 미국과 달리 독일 법원은 카르텔 계약을 적법하고 유효한 것으로 인정했다.
카르텔화 과정은 느리게 시작되었지만 통일에 대한 기대감으로 발생한 버블 경제가 꺼진 뒤에 찾아온 1873년 이후의 불황기 동안 카르텔은 강력해졌다. 중공업 분야에서 시작된 카르텔은 다른 산업 분야로 퍼져갔다. 1900년에는 257개의 카르텔이 있었으나 1908년에는 그 수가 500개를 넘었다. 일부 추정치에 따르면 시기에 따라 카르텔이 수천개에 이를 수 있다고도 하나, 독일 기업 상당수는 카르텔이 강제하는 제약들을 피하기 위해 카르텔에 들어가지 않았다.
정부는 2차 산업혁명기 동안 오토 폰 비스마르크가 1871년 건국한 독일 제국의 산업화에 강력한 역할을 했다. 중공업 뿐 아니라 수공업과 무역도 함께 지원하여 제국의 균형 발전을 꾀했다. 각 주는 자립성을 키우고자 중앙정부가 신경 쓰지 않는 분야라도 자율성이 높은 지방 정부들이 각 지역 산업을 지원했다.
독일 제국의 초기 몇 십 년 간을 특징 짓는 호황과 불황의 순환이 여러 번 있었음에도 제국의 부는 엄청나게 불어났다. 독일 귀족과 지주, 은행가, 기업가들은 제 1차 독일의 경제 기적이라고 할 수 있을 만한 번영을 창출했다. 은행가, 기업가, 상인, 군대, 왕정이 모두 제역할을 한 덕에 19-20세기 전환기에 독일 산업과 통상은 폭발적으로 성장하게 되었다.

### 신분제와 복지국가
독일의 도시 중산계급은 폭발적으로 증가했지만 프랑스, 영국, 미국처럼 정치력을 갖지는 못했다. 독일여성단체연합(BDF)은 1860년대 이래 급증하고 있던 여성단체들을 아우르기 위해 설립되었는데, 교육, 금융, 정치 등의 영역에서 남성과 동등한 지위를 주창하던 BDF는 시작부터 부르주아 단체여서 정작 여성 노동자들은 환영 받지 못했다. 여성 노동자들은 사회주의자들에 의해 조직된다.
비스마르크는 빠르게는 1940년대부터 프로이센과 작센에서 복지제도 전통을 구축하기 시작했다. 1880년대에 비스크마르크는 노후 연금, 사고보험, 의료복지, 실업보험 등 현대 유럽 복지국가의 기초를 이루는 제도들을 도입하였다. 그의 후견주의적(paternalistic) 제도들은 독일 산업계의 지지를 얻었는데, 그 이유는 노동계급이 지지한 복지 제도 덕분에 임금은 더 높지만 복지는 취약한 미국으로의 노동력 유출을 감소시켜주었기 때문이었다. 비스마르크는 나아가 고관세 정책을 통해 산업계와 숙련노동자들의 지지도 얻었는데, 이는 미국 산업으로부터 독일 산업의 이윤과 노동자들의 임금을 지켜주었기 때문이었다. 이러한 구도 속에서 자유무역을 주장하는 자유주의 지식인들은 소외되었다.

## 같이 보기
- 독일의 역사